# Imphal-West
Imphal-West is een district van de Indiase staat Manipur. Het district telt 439.532 inwoners (2001) en heeft een oppervlakte van 519 km².
Tot 1996 vormde Imphal-West een verenigd district met Imphal-Oost. De stad Imphal, tevens de hoofdstad van Manipur, fungeert sinds de opsplitsing als bestuurscentrum van beide districten.
Bishnupur · Chandel · Churachandpur · Imphal-Oost · Imphal-West · Jiribam · Kakching · Kamjong · Kangpokpi · Noney · Pherzawl · Senapati · Tamenglong · Tengnoupal · Thoubal · Ukhrul